# Кирил Петков (авиоконструктор)
Вижте пояснителната страница за други личности с името Кирил Петков.
Кирил Якимов Петков е български инженер, авиоконструктор, конструирал първия оригинален български самолет, произвеждан серийно като фабрично производство. Инж. Петков се наложил като авторитет и ненадминат специалист по якостни изчисления и вкус към модерните аеродинамични форми.

## Биография
инж. Кирил Петков е роден на 8 юни 1898 г. в Кюстендил. Завършва с отличие Военното училище и постъпва на служба във Враца.
По силата на Ньойския мирен договор неговият випуск е разпуснат. С материалната подкрепа на сестра си, която живее в САЩ, заминава да учи медицина в Париж. Сам започва изучаване и на физика, но влечението му към авиацията е причина да замине за САЩ и да постъпи в Мичиганския университет. Завършва аероинженерство блестящо – с отличие и златна значка, която е чест и носи известност на притежателя. Вместо да остане в Америка, се завръща в България през 1929 г. и оглавява Конструктивната служба (конструкторското бюро) на Държавната аеропланна работилница, Божурище. Тази длъжност е освободена от друг известен български авиоконструктор инж. Цветан Лазаров, заел длъжността на началник на техническата контрола. Български авиоконструктори

### Главен конструктор
След завръщането си в България първата самостоятелна разработка на инж. Петков е на безмоторен самолет. За това вече от няколко години има положено начало. През 1926 г. е основано Дружеството за безмоторно летене, а в ДАР, Божурище са построени безмоторниците „Дрангов“ на конструктора инж. Цв. Лазаров и „Векилски“ и „Топракчиев“ на инж. Херман Винтер. Инж. Петков конструира безмоторника УП-1, като ползва немски образци.
В Държавната аеропланна работилница първоначално работи по строителството на ДАР-3 и ДАР-4, но като главен конструктор разработва документацията на ДАР-5. Това е оригинален български самолет, едноместен биплан, изработен при фабрични условия. Предназначен е за тренировъчна летателна работа с възможност да се развие като изтребител. ДАР-5 излита през 1931 г. и макар и да си върши добре работата като самолет за разузнаване, не се произвежда и се спира развитието му като летателен апарат. Друга оригинална негова конструкция е ДАР-7-СС-1. Под СС-1 се разбира „Скоростен специален“ според Петко Попганчев. Това е първият български моноплан долноплощник. Като конструктор предлага за внедряване скоростни крила и профили на въздушни винтове, с което надминава времето в което твори. С идеите си и с разработката на ДАР-7-СС-1 Петков не намира сподвижници, съмишленици и подкрепа. Предлаганите двигатели не са подходящи, те са с малка мощност. Активни са и противниците на монопланната конструкция самолети. При тези условия, изпълнен изцяло от дърво и български материали, поради което и по-тежък, но здрав за режимите, в които ще работи, ДАР-7 не е изпратен за обдухване в аеродинамичната лаборатория в Гьотинген. След облитането летецът Любомир Шоролопов дава отрицателна оценка, с което спира развитието, усъвършенстването или разработка на модификации и производството на тази модерна самолетна конструкция.
Следващият самолет ДАР-8 е много успешна разработка на инж. Петков. Както се оценява, това е самолет с „необикновено изящни форми и бляскави постижения“. В направата на тази традиционна самолетна конструкция на биплан, макар и изящна, няма нищо ново. Произведена е серия от 12 броя от самолета и са предадени на Въздушните на Негово Величество войски през 1938 г. Макар и перфектна тази учебна машина е създадена, когато вече е настъпила ерата на монопланите – високоскоростни, маневрени и с мощни силови установки. По оценка на съвременните автори, на инж. Петков системно се е пречело – дали от завист, дали от неразбиране, но той не е успял успешно да се изяви, да разгърне таланта и възможностите си на специалист.

### Държавен служител
Инж. Петков започва работа в командването на Въздушните войски. На основание договореност от февруари 1943 г. с правителството във Виши, като експерт заедно с офицера от техническата служба Цолов заминават за Виши Франция, за запознаване с изтребителите френско производство Dewoitine D.520. Подписва се договор за доставка за българските Въздушни войски на 120 бр. изтребители и резервни части за тях. По този договор са доставени 90 изтребителя.
Инж. Петков е награден през 1946 г. от Председателството на Народна република България с Народен орден за военна заслуга – пета степен с венец и грамота.
Умира на 26 март 1964 година в София.